# Keldertjes Slavante

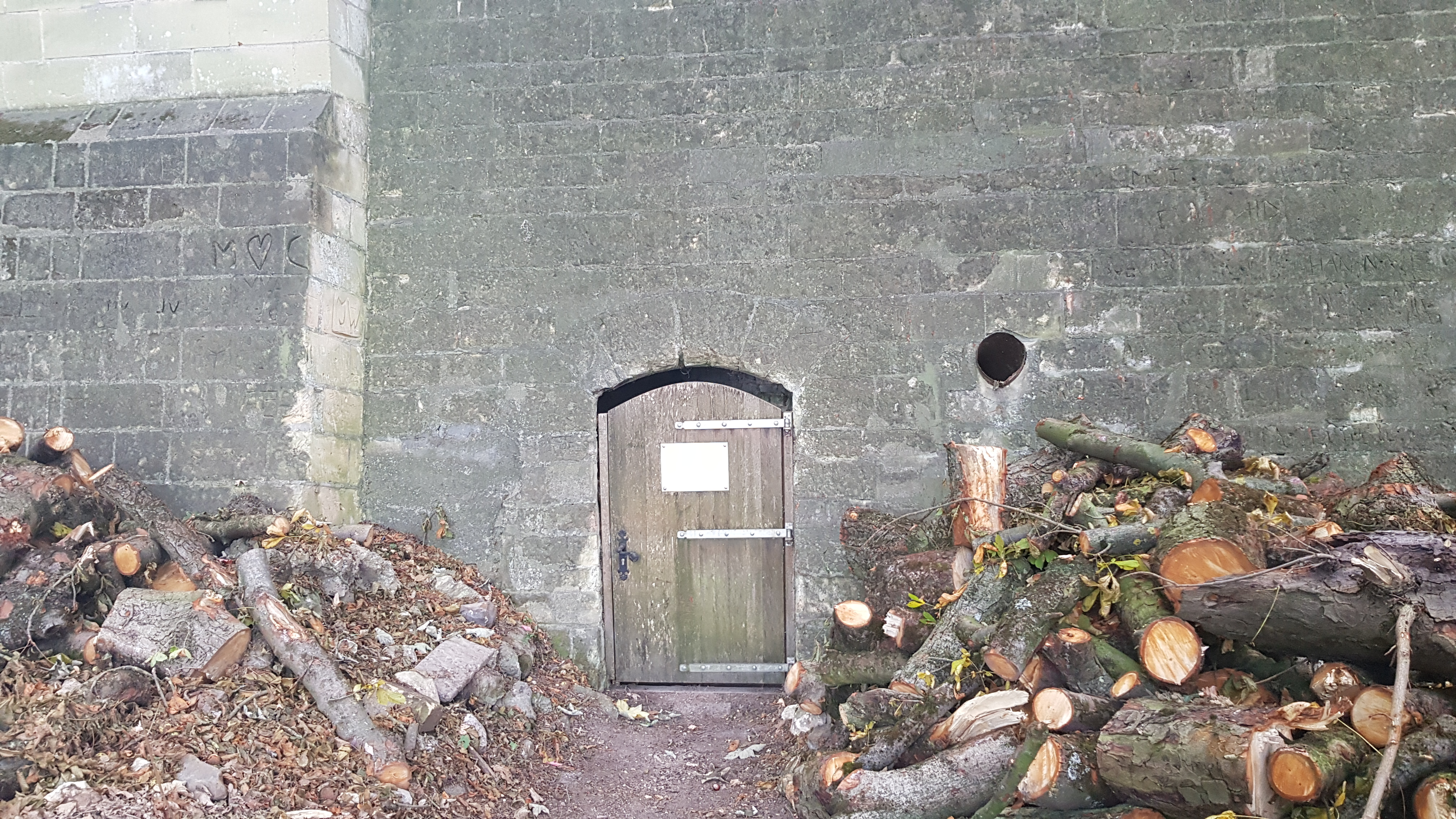
een van de ingangen van de keldertjes

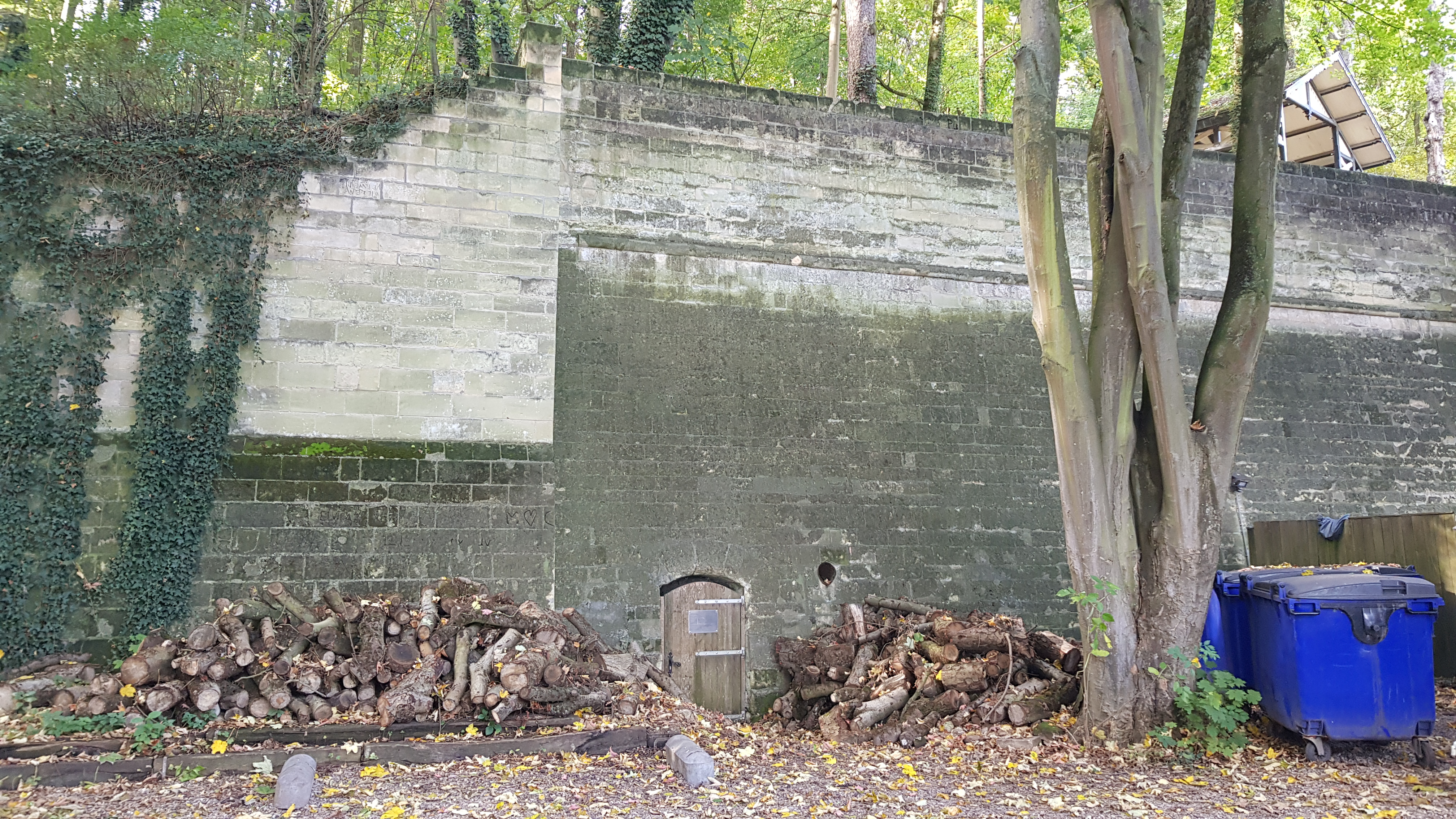
noordelijke ingang in de keermuur

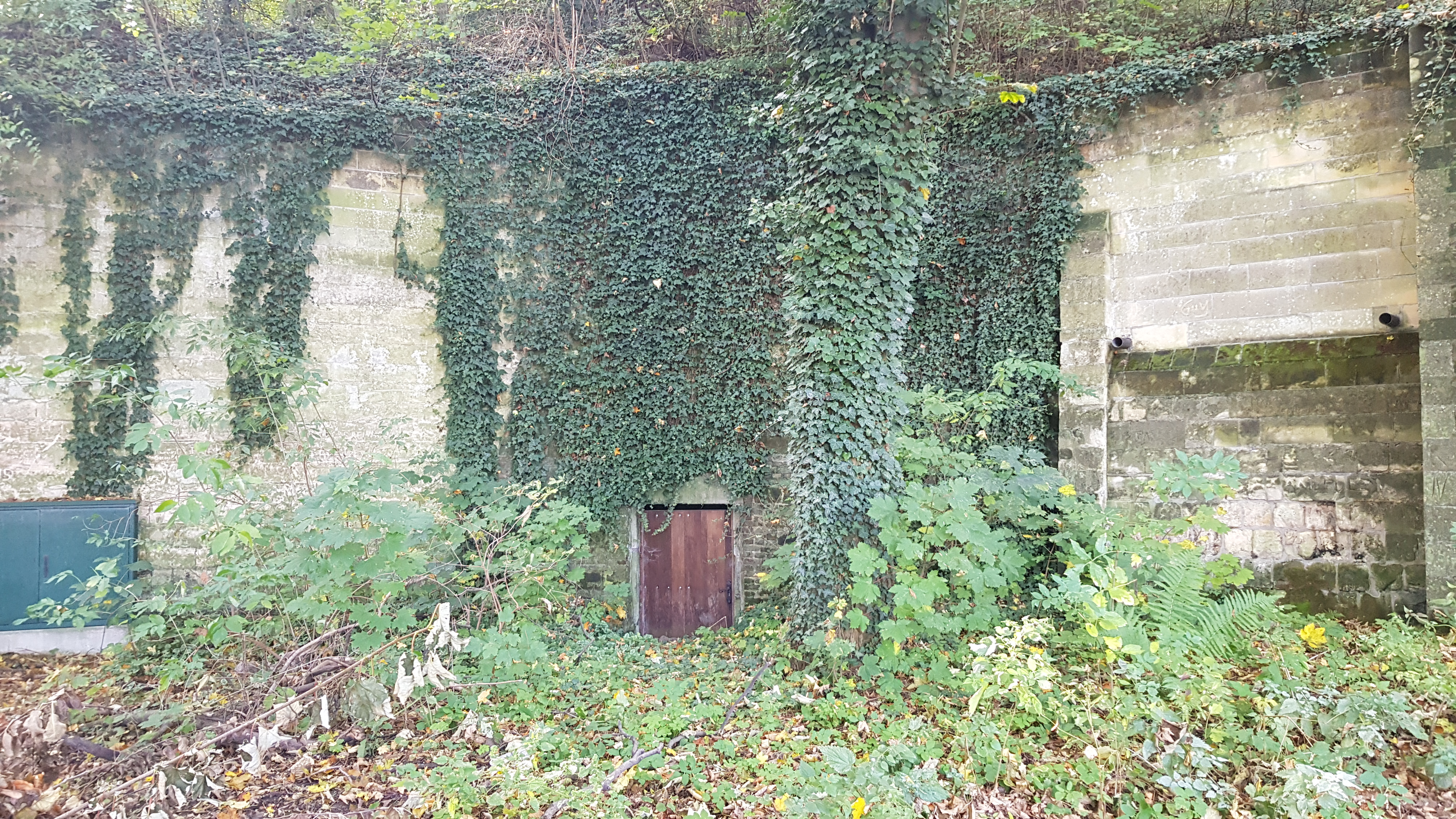
zuidelijke ingang

De Keldertjes Slavante zijn voormalige Limburgse mergelgroeven in Nederlands Zuid-Limburg in de gemeente Maastricht. De ondergrondse groeven liggen in de westelijke dalwand van het Maasdal en op de oostelijke helling van de Sint-Pietersberg en het Plateau van Caestert. De twee groeven liggen aan de rand van het Slavantebos bij buitengoed Slavante met ingangen in de keermuur naast de parkeerplaats.
Op ongeveer 150 meter naar het noorden ligt de Grotwoning De Kluis en ten westen van de keldertjes ligt het gangenstelsel Slavante.

## Geschiedenis
De twee ondergrondse groeves waren onderdeel van het Observantenklooster van de Observanten dat hier vroeger gestaan heeft. Ze dienden als cellen van monniken.
Door de eeuwen heen dienden de keldertjes als opslagplaats en als schuilgelegenheid, maar zijn in het begin van de 21e eeuw vervallen tot rommelhok en opslagplaats voor materialen van rondleidingen in het gangenstelsel Zonneberg.
In 2001 werden de Keldertjes Slavante geadopteerd door de ENCI en de VVV en werden de keldertjes in beheer genomen door de Stichting ir. D.C. van Schaïk.
Op 20 juni 2010 werd er na afloop van de mis in de Kerk van Sint-Pieter boven bij de keldertjes een plaquette onthuld ter ere van wijlen Ad Lagas.

## Groeven
De keldertjes zijn twee complexen die geheel afzonderlijk in de Sint-Pietersberg uitgehouwen zijn. Ze bestaan uit kamertjes die met gangetjes onderling verbonden zijn. Samen hebben ze in totaal een oppervlakte van 0,04 hectare en een totale ganglengte van 101 meter.
In een van de keldertjes bevindt zich ook een bakoven.
De ingang van de groeve is afgesloten, zodanig dat vleermuizen de groeve kunnen gebruiken als verblijfplaats.
De beheerder van de keldertjes is de Stichting ir. D.C. van Schaïk. In 2017 werd de groeve op veiligheid onderzocht en werd deze goedgekeurd.